# What Happens Next
Albums de Joe Satriani
Shockwave Supernova
(2015)
What Happens Next est le 16e album studio de Joe Satriani, sorti en 2018.

## Titres
Toutes les chansons sont écrites et composées par Joe Satriani.
| 1.    | Energy                       | 3:27 |
| 2.    | Catbot                       | 3:38 |
| 3.    | Thunder High on the Mountain | 4:46 |
| 4.    | Cherry Blossoms              | 4:29 |
| 5.    | Righteous                    | 3:34 |
| 6.    | Smooth Soul                  | 3:51 |
| 7.    | Headrush                     | 3:35 |
| 8.    | Looper                       | 3:43 |
| 9.    | What Happens Next            | 4:24 |
| 10.   | Super Funky Badass           | 7:35 |
| 11.   | Invisible                    | 4:11 |
| 12.   | Forever and Ever             | 4:04 |
| 51:17 |                              |      |

## Accueil critique
Stephen Thomas Erlewine, d'AllMusic, lui donne la note de 3,5/5. Daniel Jaramillo, du site Metal Wani, lui donne la note de 8,5/10. Bob Gersztyn, du site Blues Rock Review, lui donne la note de 9/10 .

## Musiciens
- Joe Satriani : guitare
- Chad Smith : batterie
- Glenn Hughes : basse